# Molècula petita
Dins dels camps de la biologia molecular i la farmacologia, una molècula petita és un compost orgànic de baix pes molecular (<900 daltons) que pot regular un procés biològic, amb una mida de l'ordre de 1 nm. Molts medicaments són molècules petites. Les estructures més grans, com ara àcids nucleics i proteïnes, i molts polisacàrids no són molècules petites, tot i que els seus monòmers constituents (ribo- o desoxiribonucleòtids, aminoàcids i monosacàrids, respectivament) es consideren molècules petites. Es poden utilitzar molècules petites com a eines d'investigació per sondejar la funció biològica i també com a conductors en el desenvolupament de nous agents terapèutics. Alguns poden inhibir una funció específica d'una proteïna o interrompre les interaccions proteïna-proteïna.
La farmacologia sol restringir el terme "molècula petita" a molècules que s'uneixen a macromolècules biològiques específiques i que actuen com a efector, alterant l'activitat o la funció de l'objectiu. Les molècules petites poden tenir diverses funcions o aplicacions biològiques, així actuen de molècules de senyalització cel·lular, medicaments en medicina, pesticides en l'agricultura i en molts altres papers. Aquests compostos poden ser naturals (com els metabòlits secundaris) o artificials (com els medicaments antivirals); poden tenir un efecte beneficiós contra una malaltia (com ara els medicaments) o poden ser perjudicials (podent ser teratògens o cancerígens).